# Portret Maertena Soolmansa
Portret Maertena Soolmansa – obraz przez wiele lat uznawany za dzieło Rembrandta, przedstawiający amsterdamskiego kupca.
Przed wykonaniem tego dzieła, Rembrandt stworzył serię wielkoformatowych, pełnofiguralnych portretów kupca oraz jego żony, Oopjen Coopit. Wykonanie zamówionych później wersji półfiguralnych zlecił prawdopodobnie swojemu uczniowi, co sugerują badania konserwatorskie z lat 1995–1997. Ocenienie liczby poprawek wniesionych przez Rembrandta do dzieła ucznia jest trudne, gdyż znaczna część obrazu została zniszczona i odnowiona w Ermitażu w latach 1890–1900.